# Chae Son nationalpark
Chae Son nationalparken ligger i Thailands norra del och bildas huvudsakligen av en skogstäckt bergstrakt. Parken inrättades den 28 juli 1988.
Parken täcker en yta av 768 km². Här förekommer flera vattenfall och några heta källor med en vattentemperatur av 81 °C. I närheten av källorna syns ofta grupper av cikador som antagligen slickar det mineralrika vattnet. Den lövfällande skogen bildas av dipterokarpväxter, av andra lövträd och av olika barrträd. Ett flertal fågelarter som vitgumpad shama, röd djungelhöna, grönduvor och olika hackspettar har observerats i parken. Däggdjurslivet består bland annat av indisk muntjak, mushjortar, serover, asiatisk guldkatt samt flera ekorrar och pälsfladdrare.